# 三元组损失
三元组损失是机器学习算法中的一种损失函数，该损失函数将锚点（anchor）样本与正（positive）样本和负（negative）样本进行比较。具体做法是，将锚点样本与正样本之间的距离最小化，将锚点样本与负样本之间的距离最大化。   2003 年，早期的三元组损失公式（未使用锚点样本）由 M. Schultze 和 T. Joachims 依照相对比较法提出，将其用于度量学习。 
该损失函数可以用欧几里德距离函数来表示
{\displaystyle {\mathcal {L}}\left(A,P,N\right)=\operatorname {max} \left({\|\operatorname {f} \left(A\right)-\operatorname {f} \left(P\right)\|}^{2}-{\|\operatorname {f} \left(A\right)-\operatorname {f} \left(N\right)\|}^{2}+\alpha ,0\right)}
其中{\displaystyle A}是一个锚点样本， {\displaystyle P}是与{\displaystyle A}同类的正样本, {\displaystyle N}是与{\displaystyle A}不同类别的负样本, {\displaystyle \alpha }是正负样本对之间的松弛边距，{\displaystyle \operatorname {f} }是嵌入向量。